# Belonogaster grisea
Belonogaster grisea är en getingart som först beskrevs av Fabricius 1775.  Belonogaster grisea ingår i släktet Belonogaster och familjen getingar. Inga underarter finns listade.